# Bernard Charrier
Bernard Charrier, né le 4 août 1938 à Nantes, est un évêque catholique français, évêque de Tulle de 2001 à 2013.

## Biographie
Fils de Joseph Charrier, horloger, et de Marie-Thérèse Dupras.

### Formation
Après ses études primaires à l'école Saint-Pierre, à Nantes, il suit ses études secondaires au Collège-Lycée Saint-Joseph-du-Loquidy.
Bernard Charrier a suivi l'ensemble de ses études en vue de la prêtrise au Grand séminaire Saint-Jean de Nantes.
Il est ordonné prêtre le 29 juin 1964 pour le diocèse de Nantes.

### Principaux ministères
Après avoir été une année vicaire à la paroisse de Notre-Dame-de-Bon-Port,  à Nantes, il est pendant 7 ans aumônier du lycée "Grand Air"  à La Baule, puis à Saint-Nazaire. 
Il consacre ensuite son ministère à la formation des prêtres : de 1972 à  1979, il enseigne au Séminaire interdiocésain de Nantes, puis comme supérieur du 1er cycle du Séminaire interdiocésain d'Angers de 1985 à 1995.
De 1978 à 1983, il est aumônier diocésain adjoint de l'Action catholique des milieux indépendants.
De 1995 à 2001, il est vicaire général du diocèse de Nantes, et administrateur diocésain en 1996.
Nommé évêque de Tulle le 22 janvier 2001 par Jean-Paul II, il est consacré le 22 avril suivant par Georges Soubrier, évêque de Nantes, assisté de Gaston Poulain, évêque de Périgueux et Robert Sarrabère, évêque d'Aire et Dax.
Le 25 septembre 2008, il est nommé administrateur apostolique du diocèse de Limoges, vacant depuis la nomination de Christophe Dufour à Aix.
Au sein de la Conférence des évêques de France, il a été membre du Conseil permanent et de la Commission pour les ministères ordonnés.
Le jeudi 12 décembre 2013, en vertu de l'article 401.1 du code de droit canonique prévoyant que les évêques atteignant l'âge de 75 ans remettent leur démission au pape, il se retire de son ministère ; le pape François nomme Francis Bestion comme son successeur. Le dimanche 10 février 2014, Bernard Charrier célèbre une messe d'adieu en la cathédrale de Tulle avec le métropolite Pascal Wintzer archevêque de Poitiers.
Le 6 avril 2017, après la démission d'Hervé Gaschignard, évêque d'Aire et Dax, Charrier est nommé administrateur apostolique du diocèse par le pape François .

## Prises de position

### Science et éthique
Le 16 novembre 2002, au cours d'un colloque organisé sur le thème "Science et éthique", Bernard Charrier présente la position de l'Église de France : elle encourage la recherche, avec un a priori positif. Mais dans le même temps elle appelle à un comportement éthique, car elle se doit de "faire entendre la voix en faveur de l'humanité de l'Homme". En particulier, elle refuse "la chosification de la personne humaine" et par voie de conséquence de l'embryon humain. Dans cette intervention, on retrouve les ingrédients qui nourriront la polémique sur le téléthon 4 ans plus tard.